# 1637 у літературі
Стаття є списком літературних подій та публікацій у 1637 році.

## Книги
- «Герой» — моральний трактат Бальтасара Грасіана.
- «Тянь гун кай у» (кит.: 天工開物; «Розкриття [природних] речей, виявлених небом») — енциклопедія Сун Їнсіна.
- «Міркування про метод» — праця Рене Декарта.

## П'єси
- «Гейсбрехт Амстердамський» — п'єса Йоста ван ден Вондела.

## Народились
- Невідома дата — Зеб-ун-Ніса, індійська поетеса (померла в 1702).

## Померли
- 6 серпня – Бен Джонсон, англійський поет і драматург (народився в 1572).